# Marzabotto
Marzabotto – miejscowość i gmina we Włoszech, w regionie Emilia-Romania, w prowincji Bolonia. Według danych na styczeń 2009 gminę zamieszkiwało 6747 osób przy gęstości zaludnienia 90,4 os./km².
W miejscowości znajduje się przystanek kolejowy Marzabotto.

## Historia
W latach 60. XX wieku w Marzabotto odnaleziono pozostałości etruskiego miasta założonego w VI wieku p.n.e., zniszczonego przez mieszkańców Galii w IV w. p.n.e. Miasto zostało wybudowane z zachowaniem wszystkich zasad etruscus ritus.
29 września 1944 oddziały 16 Dywizji Grenadierów Pancernych SS wymordowały setki (szacunki wahają się od 728 do 1830 ofiar) mieszkańców Marzabotto. Według Kesselringa była to akcja wojskowa. Była to największa masakra II wojny światowej we Włoszech.